# Antanartia amauroptera
Antanartia amauroptera är en fjärilsart som beskrevs av Sharpe 1904. Antanartia amauroptera ingår i släktet Antanartia och familjen praktfjärilar. Inga underarter finns listade i Catalogue of Life.